# Bello (Teruel)
Bello ist eine spanische Gemeinde in der Provinz Teruel, die zur Autonomen Region Aragonien gehört.
Sie liegt im Westen der Comarca (Kreis) Jiloca und liegt zirka 80 km nördlich der Provinzhauptstadt Teruel und 20 km westlich der Autobahn A-23, der Autovia de Mudejar.

## Geschichte
Im Jahre 1248 gewährte König Jakob I. von Aragón Bello die Unabhängigkeit von Daroca und der Ort gehörte fortan zur „Sesma del Campo de Gallocanta“ in der „Comunidad de Aldeas de Daroca“, die 1838 aufgelöst wurde.
In der Zeit des Bürgerkrieges befand sich nördlich Bellos ein Feldflugplatz. Dieser diente zunächst während der Schlacht von Teruel im Winter 1937/38 der italienischen Aviazione Legionaria als Basis und auch Teile der deutschen Legion Condor nutzten den Platz zu Beginn der Aragonoffensive eine kurze Zeit.